# Livónia
Livónia más néven Livland, Livánia, Lívföld a mai Észtország és Lettország területének történelmi neve.
Egy ideig csak a Rigai-öböl környékén élő ma már kihalt finnugor lív nép (utolsó anyanyelvi beszélő 2013-ban halt meg) földjét nevezték így. Miután az itt élő balti és finnugor népeket a keresztes Német Lovagrend leigázta, Livónia alatt értették a kúr, a lett, a lív és az észt területeket.

## ANémet Lovagrenduralma
Livóniában a 12. század végén indította el a nyugati rítusú kereszténység terjesztését a holsteini Ágoston rendi Segeberg kolostorból való Augustus Chorher Meinhard barát az Ikšķile-i kolostor alapításával. Az ezt megelőző évtizedekben a szomszédos orosz fejedelmek tettek egy-két kósza kísérletet a livóniai népek leigázására és ortodox hitre való térítésére, de általában közönséges rablóháborúkat vezettek ellenük.
1202-ben Albert von Buxthoeven Livónia harmadik püspöke, Riga alapítója  létrehozta a Kardtestvérek rendjét, amit a pápa 1204-ben szentelt fel. 1206-ra megszilárdította hatalmi pozícióját a Gauja folyó menti lívek területein (az Ős-Livónia). A következő harminc évben meghódították Kelet-Lettország (Latgale), Kursföld (Kurzeme) valamint Észtország egyes területeit.
1236. szeptember 22-én a Saulei csatában a kardtestvérek súlyos vereséget szenvedtek, amikor Szamogétföldet és Szemigalliát dúlták. 1237-ben a rendet beolvasztották, a porosz területeken tevékenykedő Német Lovagrendbe.
1241-ben a rend konföderációban a rigai püspökséggel, a dorpati (tartui), a saare-läänei és a kúr püspökséggel létrehozta Ó-Livóniát. A livóniai népek nagy felkelésének leverését követően (1290) befejeződött az ország meghódítása, s a délről jövő litván terjeszkedést 1298-ban a Riga melletti Neuermüllennél állították meg.
1343-ban IV. Valdemár dán király az észt parasztfelkelés (1343-45) és a revali Szent György napi felkelés ellen hívta segítségül a lovagokat. Miután a lázadásokat leverték a dán király 1346-ban eladta észt birtokát a német lovagoknak.
Bár német betelepítés jóformán nem folyt erre, de nyugatról elsősorban német és vallon területről jövő hospesek betelepülése jelentős gazdasági fellendülést hozott, a városok széles körű önrendelkezési-, vám- és kommerciális-kedvezményeket kaptak a lovagrendtől. Az ország a balti-tengeri kereskedelmen keresztül gabonával látta Nyugat-Európát és óriási bevétele származott ebből.
Ám a kölcsönös gyanakvás és a püspök valamint a szabad városok rivalizálása miatt nem volt politikai egység, a lovagok kevésbé voltak képesek uralmukat szilárdan kézben tartani. Mikor a német lovagrend hatalma a grünwaldi vereség hatására megrendült, 1419-ben a különböző politikai erők közös törvényhozási testületet hoztak létre Livóniában, amelyben a kardtestvérek és vazallusaik kerültek többségbe, s tehették ezt különösebb gond nélkül, minthogy Litvánia Oroszország ellen viselt hadat, Svédországnak pedig az amúgy évszázadok óta fennálló rossz viszonya ősellenségével Dániával sokadjára mérgesedett háborúvá.
1525-ben, amikor Albrecht von Hohenzollern nagymester szekularizálta a rend poroszországi földjeit, Walter von Plettenberg landmeister újra független rendé nyilvánította a Kardtestvéreket. Livónia V. Károly császártól hercegségi rangot és pénzverési jogot nyert, de elvesztette balti-tengeri monopóliumait a németalföldiekkel szemben, s a Német-római Birodalomnak eme eléggé nehezen kormányozható zuga inkább terhet jelentett. A katolikus lovagrend helyzetét nagyban megingatta a reformáció terjedése.

## Reformáció kora
1558-ban IV. (Rettegett) Iván orosz és tatár seregei élén elfoglalta Livónia nagy részét. A kardtestvérek utolsó nagymestere Gotthard von Kettler világi protestáns hercegséget szervez egyes területekből, ezek 1583 után lengyel uralom alá kerültek. Majd 1629-ben a svédek hódították meg.

## Orosz Birodalom
Nagy északi háború eredményeként Nagy Péter Livónia teljes területét elfoglalta az észtországi részeket a svédektől. 1795-től Oroszország a lett, litván és kur területeket vette el a lengyelektől. A történelmi Livónia területén 1721-ben Nagy Péter létrehozta a Rigai kormányzóságot. A Hanza városok (Riga, Tallinn, Dorpat (Tartu)) megtartották kiváltságaikat a városok közigazgatásának nyelve a 19. század végéig a német maradt.
Az észtországi német nemesség létrehozza az Estlandi lovagrendet (Estländische Ritterschaft), ami különösebb hatalom nélkül 1920-ig állt fenn.

## A két világháború között
1917-ben az Orosz Birodalom felbomlásának eredményeként mind a három balti állam Észtország, Lettország és Litvánia kimondta függetlenségét.

## Szovjetunió
Az 1939 augusztusában aláírt Molotov–Ribbentrop-paktum értelmében a balti köztársaságok a Szovjetunió érdekszférájába kerültek.
1940 júniusában, a szovjet kormány több lett miniszter leváltását és szovjet katonai egységek Lettországban való állomásoztatását követelte. Az ultimátum a lett kormány számára elfogadhatatlan volt, és ez 1940. június 17-én az Ulmanis kormány lemondásához és egy új szovjetbarát kormány megalakulásához vezetett. A lett parlament 1940. július 21-én kérte Lettország felvételét a Szovjetunióba. Lettországot 1940. augusztus 5-én fel is vették a Szovjet Szocialista Szövetségi Köztársaságok közé. Ettől kezdődően a neve Lett Szovjet Szocialista Köztársaság volt.

## Livóniai egyházmegyék és vezetőik

### Rigai egyházmegye
A Rigai egyházmegyét 1185-ben alapították, akkor Üxküll (Uxhall, Ikšķile) néven. 1202-ben helyezte át székhelyét Rigába Albert, az egyházmegye harmadik püspöke. 1252-ben emelték főegyházmegyei rangra, 1540-ben megszűnt az egyházmegye. 1918. szeptember 22-én újra létrejött a Rigai egyházmegye. Az egyházmegye elismert püspökei, érsekei:
- Meinhard 1186-1196[2]
- Berthold 1196-1198[3]
- Albert von Buxthoeven 1198-1229
- Nikolaus von Nauen 1231-1253[4][5]

1252-ben IV. Ince pápa a rigai egyházmegyét főegyházmegyévé nyilvánította, így a rigai püspök rigai érsekké lett.
- Albert Suerber 1253-1273[6]
- Juan de Luna 1274-1286[7]
- Johannes von Vechten 1286-1294[8]
- Johannes von Schwerin 1295-1300[9]
- Isarnus Tacconi (Morlane) 1300–1302[10]
- Jens Grand 1302–1304[11]
- Frederic de Fernstein 1304-1341[12]
- Engelbert von Dahlen 1341–1347[13]
- Bromhold von Vyffhusen 1348-1369[14]
- Siegfried Blomberg 1370–1374[15]
- Johannes von Sinten 1374–1393[16]
- Johann Walenrode 1393–1418[17]
- Johannes Abundi 1418–1424[18]
- Henning Scharpenberg 1424–1448[19]
- Sylvester Stodewässcher 1448–1479[20]
- Stefano Grube 1480–1483[21]
- Michael Hildebrandi 1484–1509[22]
- Jasper Linde 1509-1524[23]
- Johann Blankenfeld 1524–1527[24]
- Thomas Schoning 1531–1539[25]
- Wilhelm von Brandeburg 1539–1563[26]

### Kurföldi egyházmegye
A Kurföldi egyházmegyét 1219-ben alapították és 1655-ben szűnt meg, amikor beolvadt a vilniusi egyházmegyébe.A kurföldi egyházmegye a rigai egyháztartomány egyik megyéje volt. Az egyházmegye elismert püspökei:
- Hermann 1219–1223[28]
- Engelbert 1227–1245[29]
- Heinrich von Lützelburg 1251–[30]
- Edmund von Werth 5 Mar 1263–[31]
- Burckhard 1300–1322[32]
- Paul 1322–1326[33]
- Johann 1332–1353[34]
- Ludolf 1354–1359[35]
- Jakob 1360–1370[36]
- Otto 1371–[37]
- Rutger von Bruggenowe 1399–1404[38]
- Gottschalk Schutte 1405–1424[39]
- Johann Tiergart 1425–1456[40]
- Paul Einwald von Walteris 1457–[41]
- Martin Leonis 1473–1500[42]
- Michael Sculteti 1500–1500[43]
- Heinrich Basedow 1501–1523[44]
- Hermann Ronneberg (Kunnenbergh) 1524–1539[45]
- Johann von Münchhausen 1540–1560[46]

### Tartu (Dorpat) egyházmegye
Észtország első püspöke Fulco volt, akit a lundi érsek nevezett ki  1170 körül. Sem Fulco életéről, sem tevékenységéről, sem haláláról nincs megbízható információ, l. lejjebb. A megbízható források szerint az Észt egyházmegyét 1211-ben alapították. Első püspöke Theodericus von Treiden volt, a második Albert von Buxthoeven testvére, Herman von Buxthoeven. Herman, Alberthez hasonlóan birodalmi hercegi címet kapott, így ő is hercegpüspök volt. 1224-ben a püspökség székhelye Dorpat lett. Herman egyik utóda, Johann Buxthoeven von Roppa, szintén a Buxhovden családhoz tartozott. A dorpati egyházmegye a rigai egyháztartomány egyik megyéje volt. Az egyházmegye elismert püspökei:
- Fulco 1170–[48] (Fulco életéről lejjebb olvashat.)
- Theodericus Dietrich, Thierry von Treiden 1211–1218[49]
- Herman von Buxhoevden 1219–1245[50]
- Friedrich von Haseldorf 1268–1285[51]
- Dietrich von Vischhausen 1303–1312[52]
- Nicolaus 1313–[53]
- Engelbert von Dahlen 1323–?[13]
- Joahnn von Vischhausen 1346–1373[54]
- Heinrich de Velde 1373–1378[55]
- Dietrich Damerow 1378–1400[56]
- Heinrich Wrangel 1400–1410[57]
- Bernhard Bulo 1411–1413[58]
- Dietrich Ressler 1413–1426[59]
- Dietrich Gronow 1427–1440[60]
- Bartholomaeus Sawijerwe 1443–1459[61]
- Helmicus von Malingrode 1459–1468[62]
- Andreas Piperi 1468–1473[63]
- Johann Bertkow 1473–1485[64]
- Thierry Hake 1485–1498[65]
- Johann Buxhoevden von Roppa 1499–1505[66]
- Gerhard Schwut Schrowe 1505–1514[67]
- Johann Duisburg Seborg 1514–1514[68]
- Christian Bomhower 1514–1518[69]
- Johann Blankenfeld 1518–[24]
- Johann Gellingshausen 1532–1543[70]
- Jobst von der Recke 1544–1554[71]
- Hermann Weiland Wessal 1554–1563[72]

#### Fulco püspök, aki talán létezett és lehet, hogy járt Észtországban
Az 1161 és 1167 között Franciaországban és a pápai udvarban száműzetésben élt Egino lundi püspök az észak-franciaországi La Celle kolostorból Fulco ciszterci szerzetest  szentelte fel az észtek püspökévé ("Estonum episcopus"). Több év próbálkozás után az újonnan felszentelt püspök III. Sándor pápától megkapta a "ministerium praedicationis" (prédikációs szolgálat) jogot, valamint egy Dánia, Norvégia és Svédország uralkodóinak és alattvalóiknak címezett búcsúbullát. A bulla egyéves bocsánatot biztosított mindazoknak, akik „az úgynevezett pogányok ellen erőteljesen és nagylelkűen küzdöttek”. Következésképpen Fulco küldetése ugyanolyan státuszt kapott, mint a a Szentföldet célba vevő keresztes háborúk. A pápa egy másik bullája, amely minden dániai keresztény hívőhöz szólt, arra buzdította őket, hogy anyagi segítséget nyújtsanak Fulco püspök munkájához. Mivel Fulco tudatában volt annak, hogy a megtérítendő törzsek más nyelvet beszélnek, az észt származású, stavangeri kolostorban élő Miklós szerzetest fogadta fel tolmácsnak.
Nem ismert, hogy az új püspök hogyan és mikor szándékozott missziója területére utazni. Minden bizonnyal először Egino püspökhöz kellett volna utaznia Dániába, majd valószínűleg a dán keresztesekkel akart Svédországba utazni, ahol csatlakoztak volna hozzá az expedícióban részt venni hajlandó svédek. Valószínűtlen, hogy számított I. Valdemár dán király támogatására, akivel nem sokkal korábban konfliktusa volt. A misszió résztvevőit toborzó búcsúbulla is arra utal, hogy nem remélték a király támogatását. Valószínűleg egy kereskedelmi hajót béreltek – ahogy később a német keresztesek tették rigai expedícióik –, csak ebben az esetben a hajót valószínűleg Lübeck helyett a Gotland szigegi Visbyben bérelték volna.
Az első, pápa által támogatott livóniai misszióról nincs információ, kétséges, hogy egyáltalán megtörtént-e. III. Sándor pápa három, keltezetlen bullája és a későbbi dán érseknek, Absalonnak írt két, az észt püspöknek nyújtott konkrét támogatást köszönő, levélen kívül nincs olyan adat, amely alapján következtetéseket lehetne levonni a misszió menetéről. Ha azonban feltételezzük, hogy a küldetés megtörtént, a tengeri utazásra legkorábban 1172-ben kerülhetett sor – feltéve, hogy húsvétig elegendő résztvevőt toboroztak. Ami előtt az útra sor kerülhetett, az 1177, amikor Egino érsek lemondott, és Clairvaux-ba költözött, ahol egyszerű szerzetesként élt. (24) Nem valószínű, hogy Fulco – még ha eljutott volna Észtországba is – egyszer is a hajózási szezonnál (tavasz-kora ősz) hosszabb tartózkodás mellett döntött volna.
A pápai bulla csak egy év megbocsátást adott a keresztes hadjáratban való részvételért, és csak a halál adott a teljes feloldozást. Nem valószínű, hogy úgy döntött, hogy a telet Észtországban tölti, és még kevésbé, hogy több évig egy pogány országban tartózkodott volna katonai védelem nélkül. Nem sokkal a tárgyalt küldetés előtt Szent Henrik, Uppsala püspökének finnországi expedíciója tragikusan végződött számára, miután úgy döntött, hogy ott marad, miután Erik király Svédországba távozott. Tudjuk, hogy Fulco nem halhatott mártír halált, mert 1180-ban Dániában tartózkodott. Neve III. Sándor bullájában szerepel, amely Rügen szigetét a dán roskildei egyházmegyéhez tartozónak nyilvánítja.
Feltételezhető, hogy Fulco békés missziót szándékozott folytatni, észt pogányokat próbált megtéríteni az expedícióját kísérő fordító segítségével. Az esetlegesen felfegyverzett keresztes lovagok jelenlétére a tengeri kalózokkal való találkozás veszélye miatt volt szükséges, Észtországba érve a püspök és más papok személyi védelmét biztosíthatták. Őrültség lett volna erőszakkal rávenni a bennszülötteket a keresztény hitre, ez a misszió valamennyi tagjának – laikusoknak és papoknak – kegyetlen halálával végződhetett volna viszonylag kis létszámuk a helyi társadalmi és földrajzi ismeretek hiánya miatt. Küldetésének emléke nem került be egyetlen dán krónikába vagy évkönyvbe sem, amely abban az időszakban íródott.

### Semgallen egyházmegye
1217-ben jött létre a Semgallen egyházmegye (Semigallen, Selburg) Az egyházmegye elismert püspökei:
- Bernard de Lippe 1217–1224[97]
- Baudoin d’Aulne 1232–1243[98]
- Heinrich von Lützelburg 1247–[30]
- Bonfiace du Puy 1379–[99]
- Giovanni Jagow 1383–[100]

### Ösell (Oesell) [Saare-Lääne] egyházmegye
Az egyházmegye 1228-ban jött létre és 1560-ban szűnt meg.
- Gottfried 1227–1229[102]
- Heinrich 1235–1260[103]
- Hermann von Burdeham 1262–[104]
- Heinrich 1290–[105]
- Jakob 1294–1307[106]
- Hartung 1312–1320[107]
- Jacques 1322–1337[108]
- Hermann Osenbrügge 1338–1363[109]
- Konrad 1363–1369[110]
- Heinrich 1374–1383[111]
- Winrich von Kniprode 1385–1419[112]
- Caspar Schuwenflug 1420–1423[113]
- Christian Kuband 1423–1432[114]
- Johann Schutte 1433–1439[115]
- Johann Krewel 1439–1454[116]
- Ludolf Grau 1454–1458[117]
- Judoc Hohenstein 1458–1471[118]
- Pierre von Wedberch 1471–1491[119]
- Johann Orgass 1492–1515[120]
- Joannes Rynel 1515–1527[121]
- Jürgen Georg de Tisenhusan 1527–1530[122]
- Reinhold Buschoveden 1532–1542[123]
- Johann von Münchhausen 1542–1560[46]

### Reval (Rewel) egyházmegye
A revali egyházmegye 1219-ben jött létre és 1561-ben szűnt meg. A reveli egyházmegye a rigai egyháztartomány egyik megyéje volt. Az egyházmegye elismert püspökei:
- Wesselin 1218–1240[125]
- Thorkill 1240–1260[126]
- Thurgot 1263–1279[127]
- Johann 1279–1294[128]
- Johann Tristivere 1297–1298[129]
- Heinrich 1298–1315[130]
- Otto von Kulm 1323–1323[131]
- Olav von Roskilde 1323–1346[132]
- Ludwig von Münster 1352–1381[133]
- Johann Rekeling 1390–1398[134]
- Dietrich Tolke 1403–1405[135]
- Johannes Ochmann 1405–1418[136]
- Arnold Stoltevoth 1418–1419[137]
- Heinrich Üxküll 1419–1457[138]
- Everard Kalle 1457–1475[139]
- Ivan Stoltevoth 1475–1477[140]
- Simon van den Borch 1477–1492[141]
- Nicolas Rodendorp 1493–1509[142]
- Gottschalk Hagen 1509–1513[143]
- Christian Czernekow 1514–1514[144]
- Johann Blankenfeld 1514–???[24]
- Jürgen Georg de Tisenhusan 1525–1530[122]
- Johann Roterd Romet 1531–1535[145]
- Arnold Annebat 1 1536–1550[146]
- Friedrich von Ampten 22 1553–1557[147]